# جان دیبلر
جان دیبلر (انگلیسی: Jon Diebler؛ زادهٔ ۲۲ ژوئن ۱۹۸۸) بازیکن بسکتبال اهل ایالات متحده آمریکا است.

## فعالیت ورزشی

### باشگاهی
از باشگاه‌هایی که در آن بازی کرده‌است می‌توان به پانیونیس اشاره کرد.